# Aggro Berlin
Aggro Berlin est un label discographique allemand de hip-hop, situé à Berlin, actif entre 2001 et 2009. Pour la distribution de ses produits, Aggro Berlin s'associe au label Groove Attck entre 2001 et 2007, situé à Cologne. En avril 2009, Aggro Berlin met la clé sous la porte et met soudainement un terme aux contrats de ses membres. Depuis, le label est devenue un site web appelé Aggro.TV, sur lequel sont diffusés des clips vidéo de nombreux nouveaux rappeurs.
Pendant sa période d'activité, le label comptait des rappeurs comme Sido, B-Tight, Bushido, Fler, Tony D (en), G-Hot (de) et Kitty Kat. Stylistiquement parlant, les rappeurs du label se distinguent de par leurs paroles agressives. Les différents genres du hip-hop au label incluent notamment gangsta et crunk. Aggro Berlin représente, quelques années après le lancement du label, le plus grand succès commercial indépendant en Allemagne.

## Histoire

### 2001–2003
Aggro Berlin est fondé en 2001 par Specter, Spaiche et Halil en tant que label discographique indépendant. Specter était un ancien graffeur, et il servaità la conception et à la production de couvertures et de vidéos chez Aggro Berlin. Halil était membre et fondateur d'un groupe appelé Downstairs. Spaiche était également membre actif de la scène hip-hop berlinoise. il faisait de la breakdance et des battles au sein du groupe Funky Grossangriff. Il anime également des événements, et à la fin des années 1990, participe à un projet appelé Hip-Hop-Mobil grâce auquel il peut garder le contact avec bon nombre d'artistes de la scène berlinoise. Le label est lancé dans le but de promouvoir un hip-hop « authentique » qui se différencie du hip-hop popularisé dans les années 1990. 
Specter exprime lors d'un entretien avec le magazine de rap Juice les objectifs de la société : « Les médias et distributeurs ont consolidés l'image du hip-hop. Nous voulons faire beaucoup mieux que ça. » Au début de 2002, le label publie l'album Alles ist die Sekte: Album Nr. 3 et le sampler Aggro Ansage Nr. 1. La série des Aggro Ansage continuera pendant des années et présentera de nouveaux artistes afin de promouvoir le label. En août 2002, le label prend part aux festivals Splash!. L'album Carlo Cokxxx Nutten, l'EP Der Neger (in mir) de B-Tight,  et le label-sampler Aggro Ansage Nr. 2 sont publiés.
En juillet 2003, Aggro Berlin publie le premier album Vom Bordstein bis zur Skyline de Bushido. Il atteint la 88e place des classements allemands, et atteint les classements internationaux. Les singles Bei Nacht et Gemein wie 10 sont ensuite publiés. Vom Bordstein bis zur Skyline attire l'intérêt des médias popularisant ainsi Bushido et Aggro Berlin. L'album est bien accueilli par la presse spécialisée. Bushido et Sido et B-Tight participent au Splash! de 2003 devant 20 000 spectateurs. En octobre 2003, les rangs d'Aggro Berlin s'allongent avec la signature du rappeur Fler au label. Ensemble avec Fler, ils publient le sampler Aggro Ansage Nr. 3 qui se vend à 60 000 exemplaires, devenant ainsi le sampler le mieux vendu du label. Aggro Ansage Nr. 3 contient la chanson Weihnachtssong, qui aura le droit à son clip vidéo.

### 2004–2005
Au début de 2004, la vidéo du premier single de Sido, Mein Block, est tournée et publiée. La chanson Mein Block atteint le top 20 des classements allemands. C'est également la première fois qu'un single du label atteint les classements autrichiens. En avril 2004 suit le premier album de Sido, Maske, qui atteint la troisième place des classements allemands. L'album est également classé en Autriche et en Suisse. Maske atteint les 100 000 exemplaires vendus et devient certifié disque d'or. En septembre 2004, le magazine Comet classe le rappeur dans la catégorie des « nouveaux venus à surveiller ». Le 27 septembre 2004, Sido est invité à l'émission allemande TV Total. En décembre 2004, la compilation Aggro Ansage Nr. 3 est indexée par l'association Bundesprüfstelle für jugendgefährdende Medien, et mènera à un faible nombre de ventes et à une mauvaise campagne publicitaire. L'association vise les titres explicites Bums mich!, Wie 1 Gee et Für die Sekte. Elle vise aussi certaines paroles insultant les femmes.
Au début de 2005, Sido revient dans l'émission TV Total. Sido participe également au jeu Wok-WM. Aggro Berlin publie le premier album solo de Fler, Neue Deutsche Welle qui contient le single controversé NDW 2005 En mai 2005, le label publie la compilation Aggro Ansage Nr. 4. Depuis le 31 mai 2005, les singles Pussy et Psycho Neger B! issus de la compilation Aggro Ansage Nr. 2 sont interdits aux mineurs.

### 2006–2009
Le deuxième album de Sido, Ich est publié en décembre 2006, atteint la quatrième place des classements allemands et devient certifié disque d'or. L'album fait participer Massiv (de), Peter Fox, Alpa Gun et Kitty Kat. Kitty n'est initialement pas créditée. En juillet 2007, le label publie F.L.E.R. 90210 de Fler, et Der neue Standard,.